# Kilmartin (Argyll e Bute)
Kilmartin (Cille Mhàrtainn in lingua gaelica scozzese) è una località della Scozia, situata nell'area di consiglio di Argyll e Bute.